# Certificado de cliente
En la criptografía, el certificado de cliente es un tipo de certificado digital que es utilizado por los sistemas cliente para realizar solicitudes autenticadas a un servidor remoto.  Estos certificados desempeñan un papel clave en muchos diseños de autenticación mutua, ya que proporcionan un alto nivel de confianza respecto a la identidad del solicitante.